# Літні Олімпійські ігри 2004
XXVIII літні Олімпійські ігри — проходили з 13 по 29 серпня 2004 в Афінах, Греція, на олімпійському спортивному комплексі OAKA імені Спиридона Луїса. Головною спортивною ареною Олімпіади був Олімпійський стадіон OAKA
В змаганнях брали участь 10 625 спортсменів з 201 країни. Загалом було розіграно 301 комплект нагород в 28 видах спорту. Ігри відвідало 3 875 479 глядачів.

## Вибір місця проведення
| Місто        | НОК       | Раунд 1 | Раунд 2 | Раунд 3 | Раунд 4 | Раунд 5 |
| Афіни        | Греція    | 32      | —       | 38      | 52      | 66      |
| Рим          | Італія    | 23      | —       | 28      | 35      | 41      |
| Кейптаун     | ПАР       | 16      | 62      | 22      | 20      | —       |
| Стокгольм    | Швеція    | 20      | —       | 19      | —       | —       |
| Буенос-Айрес | Аргентина | 16      | 44      | —       | —       | —       |

## Види спорту
- Академічне веслування
- Бадмінтон
- Баскетбол
- Бейсбол
- Бокс
- Боротьба
  - Вільна
  - Греко-римська
- Велоспорт
  - Гонки на велотреку
  - Маунтінбайк
  - Шосейні гонки
- Веслування на байдарках і каное
- Водні види спорту
  -  Водне поло
  -  Плавання
  -  Стрибки у воду
  -  Синхронне плавання
- Волейбол
  - Волейбол
  - Пляжний волейбол
- Гандбол
- Гімнастика
  -  Стрибки на батуті
  -  Спортивна гімнастика
  -  Художня гімнастика
- Дзюдо
- Кінний спорт
  - Виїздка
  - Конкур
  - Триборство
- Легка атлетика
- Настільний теніс
- Вітрильний спорт
- Сучасне п'ятиборство
- Софтбол
- Стрільба
- Стрільба з лука
- Теніс
- Тріатлон
- Тхеквондо
- Важка атлетика
- Фехтування
- Футбол
- Хокей на траві

## Учасники
- Австралія  (482)
- Австрія  (101)
- Азербайджан  (36)
- Албанія  (7)
- Алжир  (63)
- Американське Самоа  (5)
- Американські Віргінські Острови  (6)
- Ангола  (31)
- Андорра  (8)
- Антигуа і Барбуда  (9)
- Аргентина  (156)
- Аруба  (4)
- Афганістан  (5)
- Багамські Острови  (41)
- Бангладеш  (4)
- Барбадос  (10)
- Бахрейн  (6)
- Беліз  (2)
- Бельгія  (62)
- Бенін  (4)
- Бермуди  (10)
- Білорусь  (151)
- Болгарія  (165)
- Болівія  (7)
- Боснія і Герцеговина  (9)
- Ботсвана  (11)
- Бразилія  (247)
- Британські Віргінські Острови  (1)
- Бруней  (1)
- Буркіна-Фасо  (5)
- Бурунді  (7)
- Бутан  (2)
- Вануату  (2)
- Велика Британія  (259)
- Венесуела  (48)
- В'єтнам  (11)
- Вірменія  (19)
- Габон  (6)
- Гаїті  (8)
- Гамбія  (2)
- Гана  (29)
- Гаяна  (4)
- Гватемала  (18)
- Гвінея  (3)
- Гвінея-Бісау  (3)
- Гондурас  (5)
- Гонконг  (32)
- Гренада  (5)
- Греція  (441)
- Грузія  (32)
- Гуам  (4)
- Данія  (92)
- Демократична Республіка Конго  (4)
- Джибуті  (1)
- Домініка  (2)
- Домініканська Республіка  (33)
- Еквадор  (17)
- Екваторіальна Гвінея  (2)
- Еритрея  (4)
- Естонія  (44)
- Ефіопія  (28)
- Єгипет  (96)
- Ємен  (3)
- Замбія  (6)
- Зімбабве  (13)
- Йорданія  (8)
- Ізраїль  (36)
- Індія  (73)
- Індонезія  (38)
- Ірак  (25)
- Іран  (37)
- Ірландія  (52)
- Ісландія  (26)
- Іспанія  (316)
- Італія  (364)
- Кабо-Верде  (3)
- Казахстан  (114)
- Кайманові Острови  (5)
- Камбоджа  (4)
- Камерун  (17)
- Канада  (262)
- Катар  (22)
- Кенія  (46)
- Киргизстан  (11)
- Китай  (407)
- Китайський Тайбей  (87)
- Кіпр  (20)
- Кірибаті  (3)
- Колумбія  (51)
- Коморські Острови  (3)
- Коста-Рика  (20)
- Кот-д'Івуар  (5)
- Куба  (151)
- Кувейт  (29)
- Лаос  (5)
- Латвія  (35)
- Лесото  (3)
- Литва  (59)
- Ліберія  (2)
- Ліван  (8)
- Лівія  (8)
- Ліхтенштейн  (1)
- Люксембург  (10)
- Маврикій  (9)
- Мавританія  (2)
- Мадагаскар  (8)
- Малаві  (4)
- Малайзія  (26)
- Малі  (23)
- Мальдіви  (4)
- Мальта  (7)
- Марокко  (55)
- Мексика  (109)
- Мозамбік  (4)
- Молдова  (33)
- Монако  (3)
- Монголія  (20)
- М'янма  (2)
- Намібія  (8)
- Науру  (3)
- Непал  (6)
- Нігер  (4)
- Нігерія  (70)
- Нідерланди  (219)
- Нідерландські Антильські острови  (3)
- Нікарагуа  (5)
- Німеччина  (479)
- Нова Зеландія  (148)
- Норвегія  (52)
- Об'єднані Арабські Емірати  (4)
- Оман  (2)
- Острови Кука  (3)
- Пакистан  (26)
- Палау  (4)
- Палестина  (3)
- Панама  (4)
- Папуа Нова Гвінея  (4)
- ПАР  (106)
- Парагвай  (22)
- Перу  (9)
- Південна Корея  (264)
- Північна Корея  (36)
- Північна Македонія  (22)
- Польща  (208)
- Португалія  (91)
- Пуерто-Рико  (43)
- Республіка Конго  (5)
- Росія  (456)
- Руанда  (5)
- Румунія  (108)
- Сальвадор  (8)
- Самоа  (3)
- Сан-Марино  (5)
- Сан-Томе і Принсіпі  (2)
- Саудівська Аравія  (16)
- Свазіленд  (3)
- Сейшельські Острови  (9)
- Сенегал  (16)
- Сент-Вінсент і Гренадини  (3)
- Сент-Кіттс і Невіс  (2)
- Сент-Люсія  (2)
- Сербія і Чорногорія  (87)
- Сирія  (6)
- Сінгапур  (16)
- Словаччина  (64)
- Словенія  (79)
- Соломонові Острови  (2)
- Сомалі  (2)
- Судан  (4)
- Суринам  (4)
- Східний Тимор  (2)
- США  (536)
- Сьєрра-Леоне  (2)
- Таджикистан  (9)
- Таїланд  (42)
- Танзанія  (8)
- Того  (3)
- Тонга  (5)
- Тринідад і Тобаго  (19)
- Туніс  (54)
- Туреччина  (53)
- Туркменістан  (9)
- Уганда  (11)
- Угорщина  (219)
- Узбекистан  (70)
- Україна  (239)
- Уругвай  (15)
- Федеративні Штати Мікронезії  (5)
- Фіджі  (10)
- Філіппіни  (16)
- Фінляндія  (62)
- Франція  (317)
- Хорватія  (83)
- Центральноафриканська Республіка  (4)
- Чад  (2)
- Чехія  (142)
- Чилі  (56)
- Швейцарія  (98)
- Швеція  (115)
- Шрі-Ланка  (8)
- Ямайка  (47)
- Японія  (312)

## Медальний залік
Топ-10 неофіційного національного медального заліку:
| Місце | Країна          | Золото | Срібло | Бронза | Загалом |
| ----- | --------------- | ------ | ------ | ------ | ------- |
| 1     | США             | 35     | 39     | 29     | 103     |
| 2     | КНР             | 32     | 17     | 14     | 63      |
| 3     | Росія           | 27     | 27     | 38     | 92      |
| 4     | Австралія       | 17     | 16     | 16     | 49      |
| 5     | Японія          | 16     | 9      | 12     | 37      |
| 6     | Німеччина       | 14     | 16     | 18     | 48      |
| 7     | Франція         | 11     | 9      | 13     | 33      |
| 8     | Італія          | 10     | 11     | 11     | 32      |
| 9     | Південна Корея  | 9      | 12     | 9      | 30      |
| 10    | Велика Британія | 9      | 9      | 12     | 30      |